# Højesteret (USA)
 For alternative betydninger, se Højesteret (flertydig). (Se også artikler, som begynder med Højesteret)
USA's højesteret (Supreme Court of the United States, forkortet SCOTUS) er den højeste domstol i USA's føderale retsvæsen. Den er den endelige appelinstans for alle sager afgjort af de amerikanske føderale domstole og i sager afgjort af de enkelte delstaters statsdomstole i sager, der involverer den føderale lovgivning. Højesteret i USA fungerer også som førsteinstans i sager, der vedrører ambassadører, konsuler, og sager, hvori en stat er part. Højesteret har ligeledes adgang til at vurdere, om en delstats lov eller retsakt strider mod USA's forfatning, og om et præsidentielt dekret strider mod lov eller forfatning.
Den amerikanske højesteret blev nedsat med artikel 3 i USA's forfatning. Den nærmere regulering af højesteretten blev fastsat af den første amerikanske kongres ved "Judiciary Act of 1789", der siden er ændret flere gange. Højesteret består af højesteretspræsidenten og otte andre højesteretsdommere. Alle dommere udpeges for en livsvarig embedsperiode og kan alene fratræde frivilligt, ved død eller ved en rigsretssag. Når der opstår en ledig stilling, udpeger præsidenten med råd og samtykke fra Senatet en ny dommer. Hver dommer har en enkelt stemme til at afgøre de sager, der forelægges højesteret.
Domstolen har sæde i USA's hovedstad, Washington D.C.
I 2023 fik domstolen sit første etiske kodeks, efter kritik af visse højesteretsdommere havde modtaget gaver og rejser.

## Dommere

### Nuværende dommere
Der er for øjeblikket (2022) ni dommere ved USA's højesteret: Højesteretspræsident John Roberts og otte højesteretsdommere. Den p.t. længstsiddende dommer er Clarence Thomas, der har siddet siden den 23. oktober 1991. Efter Højesteretsdommer Antonin Scalia døde 13. februar 2016, ville præsident Obama udnævne Merrick Garland som Scalias efterfølger 16. marts 2016. Udnævnelsen blev blokeret i 293 dage af Senatets republikanske flertal, ledet af Mitch McConnell, til Obamas efterfølger præsident Trump kunne udnævne Neil Gorsuch som Scalias efterfølger i 2017. Den senest udpegede dommer er Amy Coney Barrett, der tiltrådte den 27. oktober 2020. Stephen Breyer meddelte, at han trækker sig tilbage i 2022; han afløses af Ketanji Brown Jackson, hvis udpegning blev bekræftet af Senatet den 7. april 2022.
| Dommer / fødselsdag og -sted | Dommer / fødselsdag og -sted                                          | Udpeget af    | Stemmer i Senatet | Alder | Alder     | Tiltræden / år i embedet | Alma Mater                    | Tidligere embede (umiddelbart forinden udpegningen)                                        | Efterfulgte |
| Dommer / fødselsdag og -sted | Dommer / fødselsdag og -sted                                          | Udpeget af    | Stemmer i Senatet | Start | Nuværende | Tiltræden / år i embedet | Alma Mater                    | Tidligere embede (umiddelbart forinden udpegningen)                                        | Efterfulgte |
| ---------------------------- | --------------------------------------------------------------------- | ------------- | ----------------- | ----- | --------- | ------------------------ | ----------------------------- | ------------------------------------------------------------------------------------------ | ----------- |
| 07                           | (Højesteretspræsident) John Roberts 27. januar 1955 Buffalo, New York | G. W. Bush    | 78–22             | 50    | 70        | 29. september 2005 19    | Harvard University (JD)       | Dommer ved United States Court of Appeals for the District of Columbia Circuit (2003–2005) | Rehnquist   |
| 09                           | Clarence Thomas 23. juni 1948 Pin Point, Georgia                      | G. H. W. Bush | 52–48             | 43    | 76        | 23. oktober 1991 33      | Yale University (JD)          | Dommer ved United States Court of Appeals for the District of Columbia Circuit (1990–1991) | Marshall    |
| 01                           | Samuel Alito 1. april 1950 Trenton, New Jersey                        | G. W. Bush    | 58–42             | 55    | 74        | 31. januar 2006 19       | Yale University (JD)          | Dommer ved United States Court of Appeals for the Third Circuit (1990–2006)                | O'Connor    |
| 08                           | Sonia Sotomayor 25. juni 1954 New York City, New York                 | Obama         | 68–31             | 55    | 70        | 8. august 2009 15        | Yale University (JD)          | Dommer ved United States Court of Appeals for the Second Circuit (1998–2009)               | Souter      |
| 05                           | Elena Kagan 28. april 1960 New York City, New York                    | Obama         | 63–37             | 50    | 64        | 7. august 2010 14        | Harvard University (JD)       | Solicitor General of the United States (~ kammeradvokat) (2009–2010)                       | Stevens     |
| 04                           | Neil Gorsuch 29. august 1967 Denver, Colorado                         | Trump         | 54–45             | 49    | 57        | 10. april 2017 7         | Harvard University (JD)       | Dommer ved United States Court of Appeals for the Tenth Circuit (2006–2017)                | Scalia      |
| 06                           | Brett Kavanaugh 12. februar 1965 Washington, D.C.                     | Trump         | 50–48             | 53    | 60        | 6. oktober 2018 6        | Yale University (JD)          | Dommer ved United States Court of Appeals for the District of Columbia Circuit (2006–2018) | Kennedy     |
| 02                           | Amy Coney Barrett 28. januar 1972 New Orleans, Louisiana              | Trump         | 52–48             | 48    | 53        | 27. oktober 2020 4       | University of Notre Dame (JD) | Dommer ved United States Court of Appeals for the Seventh Circuit (2017–2020)              | Ginsburg    |
| 02                           | Ketanji Brown Jackson 14. september 1970 Washington D.C.              | Biden         | 53–47             | 51    | 54        | 30. juni 2022 2          | Harvard University (JD)       | Dommer ved United States Court of Appeals for the District of Columbia Circuit (2021–2022) | Breyer      |